# Steve Banks
Steve Banks (ur. 9 lutego 1972 roku, Hillingdon, Wielka Brytania) – angielski piłkarz, występujący na pozycji bramkarza. Obecnie gracz klubu ze Scottish Premier League, Dundee United.
Banks swoją piłkarską karierę rozpoczął w klubie West Ham United. Ze swojego pierwszego klubu przeszedł na zasadzie wolnego transferu do innego angielskiego klubu, Gillingham F.C. w marcu roku 1993. 
W kwietniu 1995 za 60 000 funtów Banks przeszedł do Blackpool F.C., gdzie grał przez następne cztery sezony stając na bramce przez 153 spotkania. 
W 1999 roku bramkarz został sprzedany do Bolton Wanderers, gdzie grał przez 2 lata (1999 - 2001), a potem zostawał wypożyczany do Rochdale, Bradford City, i do Stoke City. Piłkarzowi kontrakt z Boltonem skończył się w roku 2003, toteż przeszedł na zasadzie wolnego transferu do Stoke City, gdzie grał tylko w czterech meczach. 
W następnym sezonie (2003/2004) grał już w barwach klubu Wimbledon, a później w Gillingham, do którego również przeszedł na tej zasadzie w marcu 2004. 
W 2005 Banks na zasadzie wolnego transferu przeszedł do szkockiego Heart of Midlothian, gdzie miał za zadanie zastępowanie czasami podstawowego bramkarza, Craiga Gordona. W barwach nowego klubu Banks zadebiutował 2 października 2005 roku, w meczu przeciwko Falkirk F.C., zremisowanym 2:2. Dwa tygodnie później bronił w meczu z Celtikiem Glasgow, zremisowanym 1:1. Była to ostatnia kolejka ubiegającego sezonu. Swoje pierwsze „czyste konto” zanotował w pojedynku przeciwko Dundee United wygranym przez Hibernian 1:0. W rewanżowym spotkaniu na Tynecastle Stadium także zachował czyste konto, a jego drużyna ponownie wygrała 1:0. Gdy Gordon odszedł z Hearts, Banks o miejsce w składzie walczył z Anthonym Basso.
W 2009 Banks został zawodnikiem Dundee United.